# Daltonia contorta
Daltonia contorta är en bladmossart som beskrevs av C. Müller 1851. Daltonia contorta ingår i släktet Daltonia och familjen Daltoniaceae. Inga underarter finns listade i Catalogue of Life.